# Символы древнеримских денежных и весовых единиц

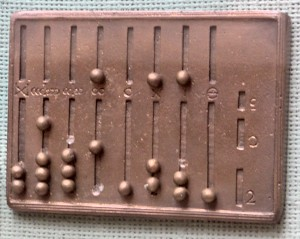
Древнеримские счёты (реконструкция). По краю символы семунции, сициликуса и секстулы (или дуэллы)

Си́мволы древнери́мских де́нежных и весовы́х едини́ц — краткие обозначения таких древнеримских монет, как денарий, квинарий, сестерций, асс, а также некоторых других денежных, счётных и весовых единиц Древнего Рима. Появились в период поздней Республики (264—27 годы до н. э.) как на самих монетах, так и в письменных документах; некоторые использовались до XX века, например, символ скрупула в аптекарской системе весов. В большинстве случаев представляют собой:
- римские цифры, перечёркнутые или не перечёркнутые горизонтальным штрихом (эквивалент ценности в ассах или в сестерциях);
- греческие букво-цифры (эквивалент ценности в нуммиях);
- счётные точки или штрихи (эквивалент ценности в унциях), в ряде случаев с добавлением буквы S — сокращения слова «семис» (лат. semis — половина);
- сокращения названий соответствующих счётных и весовых единиц на латыни, на древнегреческом или древнеегипетском языках.

В случае с денежными единицами символы являются, как правило, не более чем номиналами, обозначающими ценность соответствующей единицы в ассах, нуммиях и т. п. В ряде случаев можно говорить о появлении самостоятельного символа собственно денежной единицы — например, символа денария, который представляет собой перечёркнутую римскую цифру «десять» (𐆖, X).

## Символы единиц веса

### Античные символы
В основе древнеримской монетной системы, как и любой другой античной денежной системы, лежали единицы веса. Большинство из них происходит от древнеримских названий двенадцатеричных дробей — минуций (секстанс, унция, семунция, секстула и т. п.), но некоторые имеют оригинальные названия: «либра», «сициликус», «скрупул», «силиква», «гран».
Так, «сициликус» (лат. sicilicus), как и название древнеримской провинции Сицилии (лат. Sicilia), которая являлась житницей Древнего Рима, происходит от слова «серп» (лат. sicilis); так назывался серповидный () диакритический знак, использовавшийся при письме. Другая версия гласит, что символ сициликуса, который был эквивалентен четверти унции и иногда назывался «квартунция» (лат. quartuncia), происходит от древнегреческого символа , означающего четверть в аттической системе счисления.
Силиква происходят от названия семян рожкового дерева (лат. Ceratonia siliqua); гран (лат. granum) — просто зерно, крупинка (в качестве единицы веса эквивалентен, по разным источникам, массе зерна ячменного или пшеничного); значение слова «скрупул» (лат. scrupulum, scripulus) — маленький острый камешек.
Либра (лат. libra) — это вес, весы, баланс, равновесие. Древние римляне сокращали слово libra до libr, lib, L или lb, проставляя последний знак, например, на гирю весом 327,45 грамма. Это весовая норма получила название либральный (римский) вес (фунт) — libra pondo (от лат. pondus — вес, тяжесть).
Наряду с либрой ключевыми весовыми единицами Древнего Рима были такие её фракции, как:
- унция, равная 1⁄12 либры и эквивалентная 27,29 грамма;
- скрупул, равный 1⁄24 унции или 1⁄288 либры и эквивалентный 1,14 грамма.

К унции были привязаны вес и номиналы медных (бронзовых) монет, к скрупулу — серебряных и золотых.
Единицы веса имели собственные символы. Те из них, которые включены в стандарт Unicode, представлены в таблице. С другими вариантами начертаний можно ознакомиться в источниках, приведённых в разделе «Дополнительные иллюстрации».
| Либра (=Асс до 289 г. до н. э.)           | Libra                            | Вес                                                                   | — | —             | lb, L, Ɫ |   | ≈ 327,45 | 1      | 12    | 288  |
| Секстанс (=Асс с 289 по 268 г. до н. э.)  | Sextans                          | Шестая [часть] асса                                                   | 𐆐 | U+10190       | =, z     |   | ≈ 54,58  | 1⁄6    | 2     | 48   |
| Унция (=Асс с 217 по 89 г. до н. э.)      | Uncia                            | Двенадцатая [часть]                                                   | 𐆑 | U+10191       | -, ~, ‿  |   | ≈ 27,29  | 1⁄12   | 1     | 24   |
| Семунция (=Асс после 89 г. до н. э.)      | Semuncia                         | Половина двенадцатой [части] (пол-унции)                              | 𐆒 | U+10192       | Σ, Є, £  |   | ≈ 13,64  | 1⁄24   | 1⁄2   | 12   |
| Бинае секстула, дуэлла (двойная секстула) | Binae sextulae, duella           | Две шестых [части] двенадцатой [части] (треть унции)                  | 𐆓 | U+10193+10193 | ƧƧ       |   | ≈ 9,10   | 1⁄36   | 1⁄3   | 8    |
| Квартунция, сициликус (сицилица)          | Quartuncia (sicilicus)           | Четверть двенадцатой [части] (четверть унции)                         | 𐅀 | U+10140       | Ɔ или)   |   | ≈ 6,82   | 1⁄48   | 1⁄4   | 6    |
| Секстула                                  | Sextula                          | Шестая [часть] двенадцатой [части] (шестая часть унции)               | 𐆓 | U+10193       | Ƨ, ς     |   | ≈ 4,55   | 1⁄72   | 1⁄6   | 4    |
| Димидиа секстула (полсекстулы)            | Dimidia sextula                  | Половина шестой [части] двенадцатой [части] (двенадцатая часть унции) | 𐆔 | U+10194       | Ƨ        |   | ≈ 2,28   | 1⁄144  | 1⁄12  | 2    |
| Скрупул                                   | Scrupulum (scripulum, scripulis) | Маленький острый камешек                                              | ℈ | U+2108        | Э        |   | ≈ 1,14   | 1⁄288  | 1⁄24  | 1    |
| Силиква                                   | Siliqua                          | Стручок; плод, семечко рожкового дерева                               | 𐆕 | U+10195       | )) или » |   | ≈ 0,19   | 1⁄1728 | 1⁄144 | 1⁄6  |
| Гран                                      | Granum                           | Зерно [ячменное или пшеничное], крупинка                              | — | —             | —        | — | ≈ 0,06   | 1⁄5760 | 1⁄480 | 1⁄20 |

### Современные символы

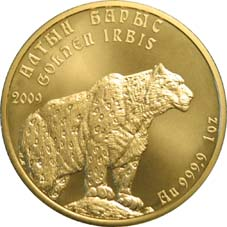
Современная, 2009 года, монета в 100 тенге с содержанием золота в 1 унцию (oz)

Некоторые древнеримские единицы веса, а также включённая в римскую систему мер греческая драхма использовались до введения метрической системы мер и имели собственные символы. Ниже представлены символы аптекарской системы весов. Два из них — символы драхмы и унции — происходят от древнеегипетских цифр (разновидность иератического письма) и стали общеевропейским стандартом с выходом в 1140 году фармакопеи «Антидотарий», составленной ректором Медицинской школы Салерно Николаем. В качестве символа грана обычно использовалось его сокращение — gr. Символ либры, которую всё чаще стали называть фунтом, остался практически тем же, что и в Древнем Риме,— lb, но в германских государствах средневековья его стали перечёркивать — ℔. При этом значение такого перечёркивания до конца не понятно.
Одной из немногих стран, где античные единицы веса и их античные символы используются до сих пор, являются США. Американская система веса при этом делится на три подсистемы:
- торговую, иногда называемую авердюпуа (англ. avoirdupois от фр. avoir de pois — «товары, продаваемые на вес»);
- тройскую, монетную или пробирную (англ. troy — от французского города Труа, одного из центров средневековой торговли);
- аптекарскую (англ. apothecary)[25].

Вторая и третья почти идентичны по соотношениям и значениям массы весовых единиц, но немного расходятся в самих используемых единицах веса (например, в тройскую систему не входят драхма и скрупул). А вот торговая существенно от них отличается: один торговый фунт эквивалентен не 373,24 грамма, как в современной англо-американских тройской и аптекарской системах, а 453,59 грамма; в фунт входит не 12 унций, а 16. Наконец, в торговой и тройской системах не используются античные символы.
Для идентификации системы, к которой относится используемая единица веса, за её сокращением следует расширение:
- avdp — для торговой системы (например, торговая унция — oz avdp);
- ap — для аптекарской (oz ap);
- t — для тройской (oz t).

Однако эти расширения могут опускаться, если из контекста и так понятно, к какой системе относится единица веса.
| Единица веса | Символ единицы веса в Unicode | Символ единицы веса в Unicode | Символ единицы веса в Американской системе мер | Символ единицы веса в Американской системе мер | Символ единицы веса в Американской системе мер | Эквивалент единицы веса в различных весовых системах | Эквивалент единицы веса в различных весовых системах | Эквивалент единицы веса в различных весовых системах | Соотношение единиц веса | Соотношение единиц веса | Соотношение единиц веса | Соотношение единиц веса |
| Единица веса | Графема                       | Позиция                       | Аптекарская                                    | Тройская                                       | Торговая                                       | Русская до XX века                                   | Современная тройская                                 | Современная торговая                                 | к либре                 | к унции                 | к драхме                | к скрупулу              |
| ------------ | ----------------------------- | ----------------------------- | ---------------------------------------------- | ---------------------------------------------- | ---------------------------------------------- | ---------------------------------------------------- | ---------------------------------------------------- | ---------------------------------------------------- | ----------------------- | ----------------------- | ----------------------- | ----------------------- |
| Фунт (либра) | ℔                             | U+2114                        | lb ap                                          | lb t                                           | lb, lb avdp, #                                 | 358,32 г                                             | 373,24 г                                             | 453,59 г                                             | 1 (1)                   | 12 (16)                 | 96 (256)                | 288 (—)                 |
| Унция        | ℥                             | U+2125                        | ℥, oz ap                                       | oz t                                           | oz, oz avdp                                    | 29,86 г                                              | 31,10 г                                              | 28,35 г                                              | 1⁄12 (1⁄16)             | 1 (1)                   | 8 (16)                  | 24 (—)                  |
| Драхма       | ʒ                             | U+0292                        | ʒ, dr ap                                       | —                                              | dr, dr avdp                                    | 3,73 г                                               | 3,89 г                                               | 1,77 г                                               | 1⁄96 (1⁄256)            | 1⁄8 (1⁄16)              | 1 (1)                   | 3 (—)                   |
| Скрупул      | ℈                             | U+2108                        | ℈, s ap                                        | —                                              | —                                              | 1,24 г                                               | 1,30 г                                               | —                                                    | 1⁄288 (—)               | 1⁄24 (—)                | 1⁄3 (—)                 | 1 (—)                   |
| Гран         | —                             | —                             | gr.                                            | gr.                                            | gr.                                            | 62,209 мг                                            | 64,799 мг                                            | 64,799 мг                                            | 1⁄5760 (1⁄7000)         | 1⁄480 (2⁄875)           | 1⁄60 (32⁄875)           | 1⁄20 (—)                |

## Символы (номиналы) денежных единиц Римской республики

### Краткая история монетной системы

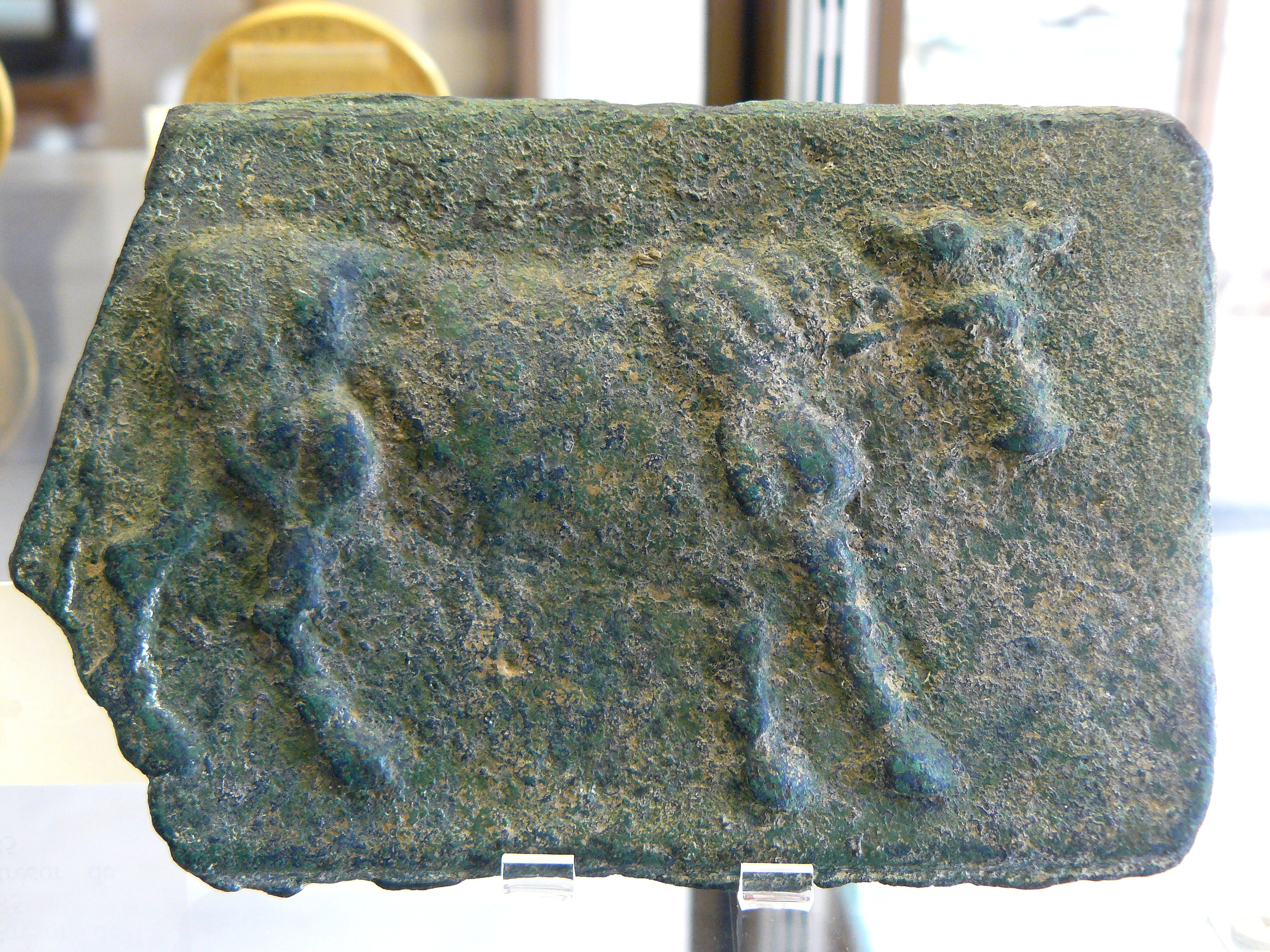
Aes signatum — слитки необработанной меди с изображением или орнаментом, выполнявшие в Древнем Риме функции денег

Иногда появление первых римских монет связывают с именем царя-реформатора Сервия Туллия (578—535 годы до н. э.), но по мнению автора книги «Монеты Рима» Гарольда Мэттингли, монеты в Риме начали чеканить незадолго до 289 года до н. э., когда был введён институт монетариев, чиновников по делам чеканки, а точнее, около 312 года до н. э. (здесь и далее хронология римской денежной чеканки приводится по Мэттингли). Этими монетами, получившими общее название «тяжёлая бронза» (лат. Aes Grave), были бронзовый асс (лат. ass от лат. aes — медь, бронза или от лат. assula — единица, целое, брусок), а также его производные: семис (1⁄2 асса), триенс (1⁄3), квадранс (1⁄4), секстанс (1⁄6), унция (1⁄12) и др. Первоначально асс весил 1 либру (Ass libralis), но затем его масса неуклонно снижалась: в 289 году до н. э. — до 1⁄2 либры, в 268-м — до 1⁄6, в 217-м — до 1⁄12, наконец, в 89-м — до 1⁄24 либры.
В 268 году до н. э. в дополнение к медным (бронзовым) монетам Рим начал чеканить серебряные денарии, весившие 4 скрупула (4,55 г). Исходя из установившегося к тому времени соотношения цен на медь и серебро (120:1), 1 денарий был приравнен к 10 ассам.
В 217 году до н. э. одновременно со снижением веса асса до 1⁄12 либры Рим девальвировал денарий — до 3½ скрупула. В результате его стоимость была приравнена к 16 ассам, и это соотношение (1:16) сохранилось до реформ Августа. Чуть позже (в 209 году до н. э.) в обращение были впервые, но ненадолго выпущены золотые монеты весом 6, 3, 2 и 1 скрупул.
Последняя денежная реформа Римской республики была проведена в 89 году до н. э. в соответствии с законом Плавтия — Папирия (англ. Lex Plautia Papiria). Снизив вес асса до 1⁄24 либры, но сохранив неизменным вес серебряных монет, а также отношение денария к ассу (1:16), Рим по сути превратил медные монеты в кредитные деньги.

### Медныеунция,семис,асс,дупондийи др.

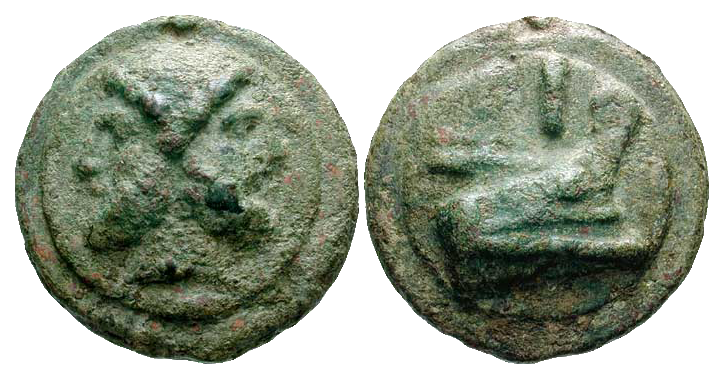
Асс

Асс — ключевая денежная единица Римской республики, от которой долгое время отстраивались все другие номиналы как медных (бронзовых), так и серебряных монет. Вторая важная денежная единица — унция (лат. uncia, что означает «двенадцатая часть»). Как было отмечено выше, начальный вес асса составлял 1 либру или 12 унций. При этом унцией называлась и монета, равная 1⁄12 асса. С течением времени вес асса снижался, поэтому начиная с 289 года до н. э. понятия «унция как весовая единица» и «унция как денежная (или счётная) единица» начали расходиться. В обоих случаях она была 1⁄12 частью целого, но в первом случае — либры, во втором — асса. В 217 году до н. э. вес асса был снижен до 1⁄12 либры. В результате он сам стал равен весовой унции, имея при этом в качестве производной унцию счётную. Первая сохранила своё значение в системе мер и весов по сей день, вторая исчезла вместе с прекращением чеканки соответствующей монеты.
На ассах чеканили римскую цифру I, номинал монеты. Более крупными медными монетами были дупондий, трипондий (трессис), квинкуссис и декуссис. Их номиналы соответствовали стоимости в ассах и обозначались римскими цифрами II, III, V и X соответственно. Кроме того, выпускалась монета достоинством 4 асса — квадруссис, однако на ней номинал не проставлялся.
Номиналы более мелких денежных единиц имели несколько иную систему построения — от унции и от семиса. Традиционное обозначение достоинства унции (1⁄12 асса) — точка (•), семиса (1⁄2 асса) — буква S. Номиналы от 2⁄12 до 5⁄12 асса обозначались соответствующим числом точек от двух до пяти, номиналы от 7⁄12 до 11⁄12 асса — буквой S и теми же точками. Точка могла заменяться символом, похожим на дефис (-), а несколько точек или «дефисов» — выстраиваться в два ряда (например, =-= или :·:).

### Серебряныесестерций,квинарийиденарий

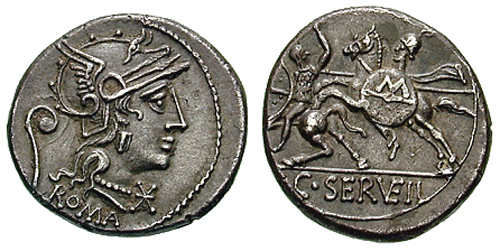
Серебряный денарий с символом X

Денарий (лат. denarius) впервые появился в 268 году до н. э. и на долгое время стал самой распространённой серебряной монетой Древнего Рима, а затем и западноевропейских государств средневековья. Его вес был установлен на уровне 4 скрупула (4,55 г), а достоинство — в 10 ассов. Отсюда происходит и название монеты, которое дословно означает «состоящий из десяти», и её символ — римская цифра X.
Как было отмечено в кратком обзоре истории древнеримской монетной системы, в 217 году до н. э. денарий стал равен не десяти, а шестнадцати ассам — «состоящий из десяти» превратился в «состоящий из шестнадцати», но сохранил прежнее название (необходимо уточнить, что выплату жалования легионерам, расквартированным в провинциях, и после реформы продолжали в денариях из расчета не 1:16, а 1:10 вплоть до реформы Августа). Остался неизменным и знак денежной единицы — X, который встречается практически на всех денариях до 150 года до н. э. Лишь на небольшой группе монет 150—145 годов отчеканен знак XVI. Затем опять появляется символ X и параллельно — X. После 110 года до н. э. знаки стоимости за очень редкими исключениями на денариях не встречаются (последний денарий с символом X из каталога Мэттингли датирован 81 годом до н. э.).
Гарольд Мэттингли полагает, что монеты со знаком X чеканились для провинций, в то время как денарии со знаком X — для самого Рима. По мнению Карла Меннингера, символ X начали перечёркивать для того, чтобы отличить старый денарий, который состоял из 10 ассов, от нового, состоящего из 16. Таким образом, символ X стал не обозначением достоинства (номиналом), а символом самой денежной единицы — денария как самостоятельного, а не производного от асса номинала. Такой же вывод делают исследователи табличек из британского форта Виндоланда, письменных древнеримских документов I—II веков н. э.
Квинарий (лат. quinarius) — серебряная монета, весившая 2 скрупула и равная ½ денария. Дословно означает «состоящий из пяти», поскольку в период с 268 по 217 год до н. э. квинарий был равен 5 ассам. Отсюда символ — римская цифра V (или V).

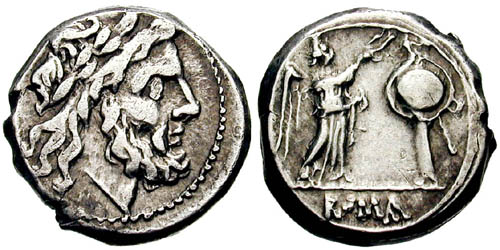
Серебряный викториат

Сестерций (лат. sestertius) — серебряная монета, первоначально весившая 1 скрупул и равная ¼ денария. Дословно означает «половина третьего» (лат. semis + tertius), то есть два с половиной (по аналогии с русским языком: «полтретьего» — два часа тридцать минут), поскольку в период с 268 по 217 год до н. э. сестерций был равен 2 ассам и 1 семису (½ асса). Отсюда и происхождение символа — IIS, то есть «два асса (II) и семис (S)». В 217 году до н. э. снижение веса денария практически не отразилось на сестерции — его вес также уменьшился, однако остался близок к 1 скрупулу. Вероятно, поэтому именно в сестерциях обозначали номиналы золотых монет, выпуск которых был начат в 209 году до н. э. (с 89 года до н. э. сестерций в связи с его близостью к 1 скрупулу вообще стал основной единицей денежного счёта в древнеримской монетной системе, заменив в этом качестве асс).
Стоит также упомянуть такую базовую денежную единицу Древнего Рима, как викториат (лат. victoriatus — от изображения богини Виктории на одной из сторон монеты), который не имел своего символа. Чеканка этой серебряной монеты началась одновременно с денарием и продолжалась примерно до начала II века н. э. Её вес изначально составлял 3,41 г, а стоимость 3⁄4 денария (7+1⁄2 асса), со временем уменьшившись до 1⁄2 денария (5 ассов). Примечателен викториат тем, что предназначался не для метрополии, а для провинций и завоёванных территорий. Лишь изредка выпускался полувикториат с отчеканенной буквой S (от лат. semis — половина).

### Золотые монеты
В 209 году до н. э. римская республика впервые выпустила ограниченный тираж золотых монет весом 1, 2, 3 и 6 скрупулов. Их номиналы обозначены римскими цифрами XX, XXXX и LX (монета в 6 скрупулов без указания номинала). В каталоге Майкла Кроуфорда Roman Republican Coinage (RRC) эти цифры расшифрованы как достоинство монеты в ассах. Гарольд Мэттингли считает, что номиналы выражены в сестерциях, которые постепенно становились базовой счётной единицей. Аналогичные номиналы (например, X или XXV) появились и на золотых монетах некоторых римских провинций.

### Таблица символов (номиналов) республиканских монет
В данном разделе представлены все ключевые и некоторые второстепенные монеты Римской республики. Используемые на них символы являются, как правило, не более чем номиналами, обозначающими ценность соответствующей единицы в ассах и/или в сестерциях.
| Название денежной единицы           | Название денежной единицы | Название денежной единицы         | Отношение к ассу    | Обозначение номинала денежной единицы | Обозначение номинала денежной единицы | Обозначение номинала денежной единицы                                                                               |
| на русском                          | на латыни                 | дословное значение                | Отношение к ассу    | Запись в HTML                         | Символ в Unicode (позиция)            | Пример использования                                                                                                |
| ----------------------------------- | ------------------------- | --------------------------------- | ------------------- | ------------------------------------- | ------------------------------------- | --- |
| Золотые монеты                      |                           |                                   |                     |                                       |                                       | |
| Золотая монета весом 3 скрупула     | —                         | —                                 | 150 (240) / 60 (96) | LX                                    | ↆⅩ (2186 + 2169)                      | |
| Золотая монета весом 2 скрупула     | —                         | —                                 | 100 (160) / 40 (64) | XXXX                                  | —                                     | |
| Золотая монета весом 1+1⁄4 скрупула | —                         | —                                 | — (100) / 25 (40)   | XXV                                   | —                                     | |
| Золотая монета весом 1 скрупул      | —                         | —                                 | 50 (80) / 20 (32)   | XX                                    | —                                     | |
| Золотая монета весом 1⁄2 скрупула   | —                         | —                                 | 25 (40) / 10 (16)   | X                                     | —                                     | |
| Серебряные монеты                   |                           |                                   |                     |                                       |                                       | |
| 2 денария                           | —                         | —                                 | 20 (32)             | XX                                    | —                                     | |
| Денарий                             | Denarius                  | Состоящий из десяти               | 10 (16)             | X, X, XVI                             | 𐆖 (10196)                             | |
| Квинарий                            | Quinarius                 | Состоящий из пяти                 | 5 (8)               | V, V, S                               | 𐆗 (10197)                             | |
| Сестерций                           | Sestertius                | «Пол-третьего» (два с половиной)  | 2½ (4)              | IIS, IIS, IS, SS, S, Σ, HS            | 𐆘 (10198)                             | |
| Медные (бронзовые) монеты           |                           |                                   |                     |                                       |                                       | |
| Декуссис                            | Decussis                  | Десять ассов                      | 10                  | X                                     | —                                     | |
| Квинкуссис                          | Quincussis                | Пять ассов                        | 5                   | V                                     | —                                     | |
| Трессис (трипондий)                 | Tressis (tripondius)      | Три асса (тройной вес)            | 3                   | III                                   | —                                     | |
| Дупондий                            | Dupondius                 | Двойной вес                       | 2                   | II, II, B                             | 𐆙 (10199)                             | |
| Асс                                 | As, ass, assis            | Медь (бронза), единица (целое)    | 1                   | I, I, 𐌋 (1030B), 𐌝 (1031D)            | 𐆚 (1019A)                             | |
| Деункс                              | Deunx                     | Асс без унции                     | 11⁄12               | S••••• (S=-=, S:·:)                   | —                                     | Монеты соответствующего достоинства не чеканились. Денежная единица использовалась исключительно в качестве счётной |
| Декстанс                            | Dextans                   | Асс без шестой части              | 10⁄12               | S•••• (S==, S::)                      | —                                     | |
| Додранс                             | Dodrans                   | Асс без четверти                  | 9⁄12                | S••• (S=-, S:·)                       | —                                     | |
| Бесс (бес)                          | Bes                       | Двойной триенс (треть)            | 8⁄12                | S•• (S=, S:)                          | —                                     | |
| Септункс                            | Septunx                   | Семь двенадцатых                  | 7⁄12                | S• (S-)                               | —                                     | Монеты соответствующего достоинства не чеканились. Денежная единица использовалась исключительно в качестве счётной |
| Семис (семисс)                      | Semis (semissis)          | Половина (пол-асса)               | 6⁄12                | S, )                                  | —                                     | |
| Квинкункс                           | Quincunx                  | Пять двенадцатых                  | 5⁄12                | ••••• (=-=, :·:)                      | —                                     | |
| Триенс                              | Triens                    | Треть                             | 4⁄12                | •••• (==, ::)                         | —                                     | |
| Квадранс (терунция)                 | Quadrans (teruncia)       | Четверть (три унции)              | 3⁄12                | ••• (=-, :·)                          | —                                     | |
| Секстанс                            | Sextans                   | Шестая                            | 2⁄12                | •• (=, z)                             | —                                     | |
| Сесунция                            | Sescuncia                 | Половина с унцией (полторы унции) | 1⁄8 (1+1⁄2 унции)   | Σ• (Σ-)                               | 𐆒• (10192 + «точка»)                  | |
| Унция                               | Uncia                     | Двенадцатая                       | 1⁄12                | • (-)                                 | —                                     | |
| Семунция                            | Semuncia                  | Пол-унции                         | 1⁄24 (1⁄2 унции)    | Σ, (, ‿                               | 𐆒 (10192)                             | |
| Квартунция                          | Quartuncia                | Четверть унции                    | 1⁄48 (1⁄4 унции)    | —                                     | —                                     | — |

## Символы (номиналы) денежных единиц Римской империи

### Краткая характеристика периода

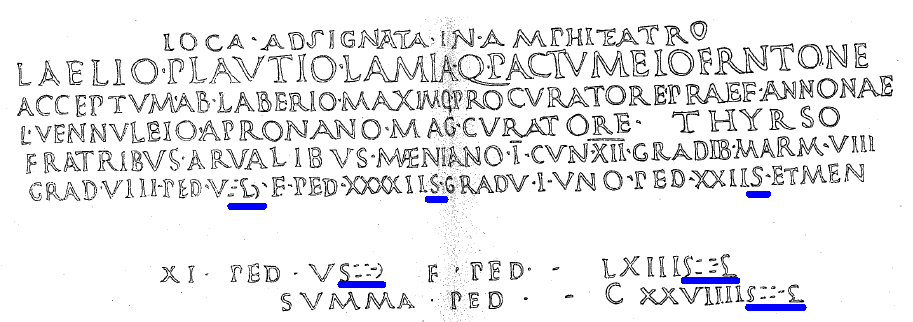
Документ 80 года н. э. с символами денежных единиц:
строка 6 — :·Σ) (квадранс, семунция и сициликус), S и S (семис);
строка 7 — S::·) (деункс и сициликус), S::·Σ (деункс и семунция);
строка 8 — S::·Σ (деункс и семунция)

Если в республиканский период указание достоинства денежной единицы было скорее правилом, то в императорский период (27 год до н. э. — 476 год н. э.) стало скорее исключением. Номинал монеты определялся, исходя из её металла и веса. Символы по-прежнему использовались, но в документах, а не на монетах (см. раздел «Символы денежных единиц в письменных источниках»). На монетах номинал если и обозначался, то:
- как правило, на монетах римских провинций, а не метрополии;
- не на крупных (золотых и серебряных) монетах, а на мелких — медных (бронзовых) или низкопробных серебряных.

Номиналы появились на местных монетах в конце II века н. э., что, по всей видимости, было связано с унификацией денежного обращения Империи и началом перехода от локальных на общеимперскую денежную систему. Характерная особенность провинциальных монет Римской империи состоит в том, что номиналы часто указывались не римскими, а греческими цифрами. Это характерно для монет Греции, Малой Азии, Причерноморья, то есть провинций с сильным греческим влиянием. Значение многих символов, которые, очевидно, являются номиналами, до сих пор не расшифровано. Часто современные исследователи не знают даже названий большинства провинциальных денежных знаков и при описаниях в каталогах указывают лишь металл, из которого изготовлена монета, а также её диаметр. Например, бронзовая монета диаметром 25 миллиметров обозначается как Æ 25. Традиция регулярной чеканки номиналов на общеимперских монетах возродилась лишь в Византийской империи в конце V века при Анастасии I на фоллисах, чьё достоинство выражалось в нуммиях.

### Примеры обозначения номиналов на фоллисах V—VI веков

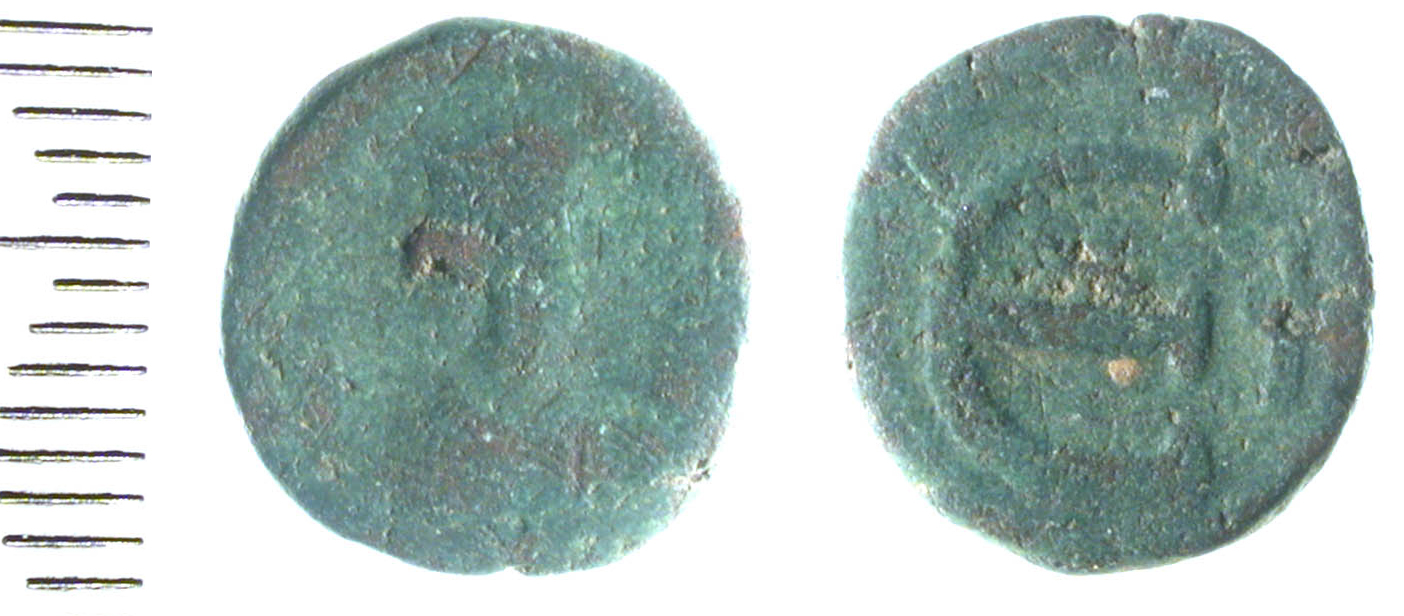
Ε, ε = 5 нуммий
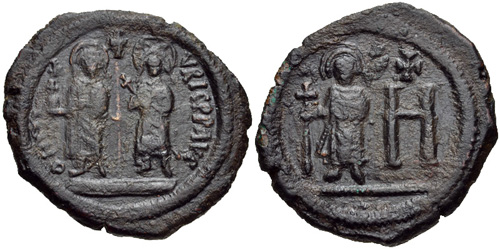
Η, η = 8 нуммий
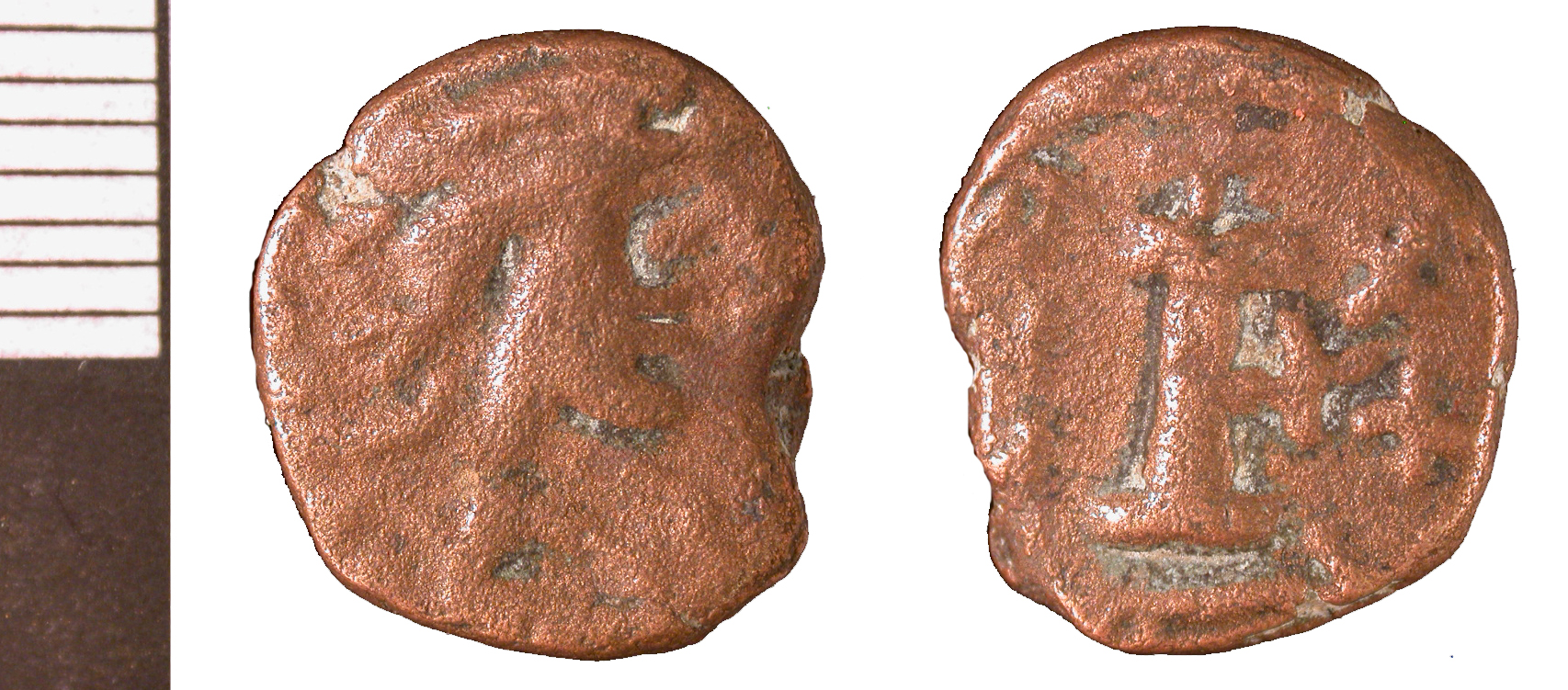
Ι, ι = 10 нуммий
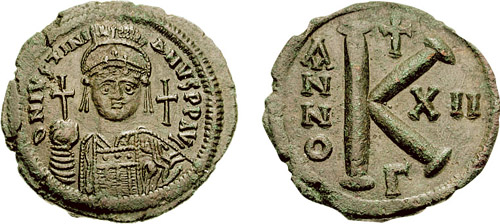
Κ, κ = 20 нуммий
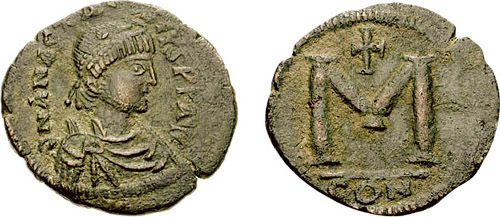
Μ, μ = 40 нуммий

## Символы денежных единиц в письменных источниках

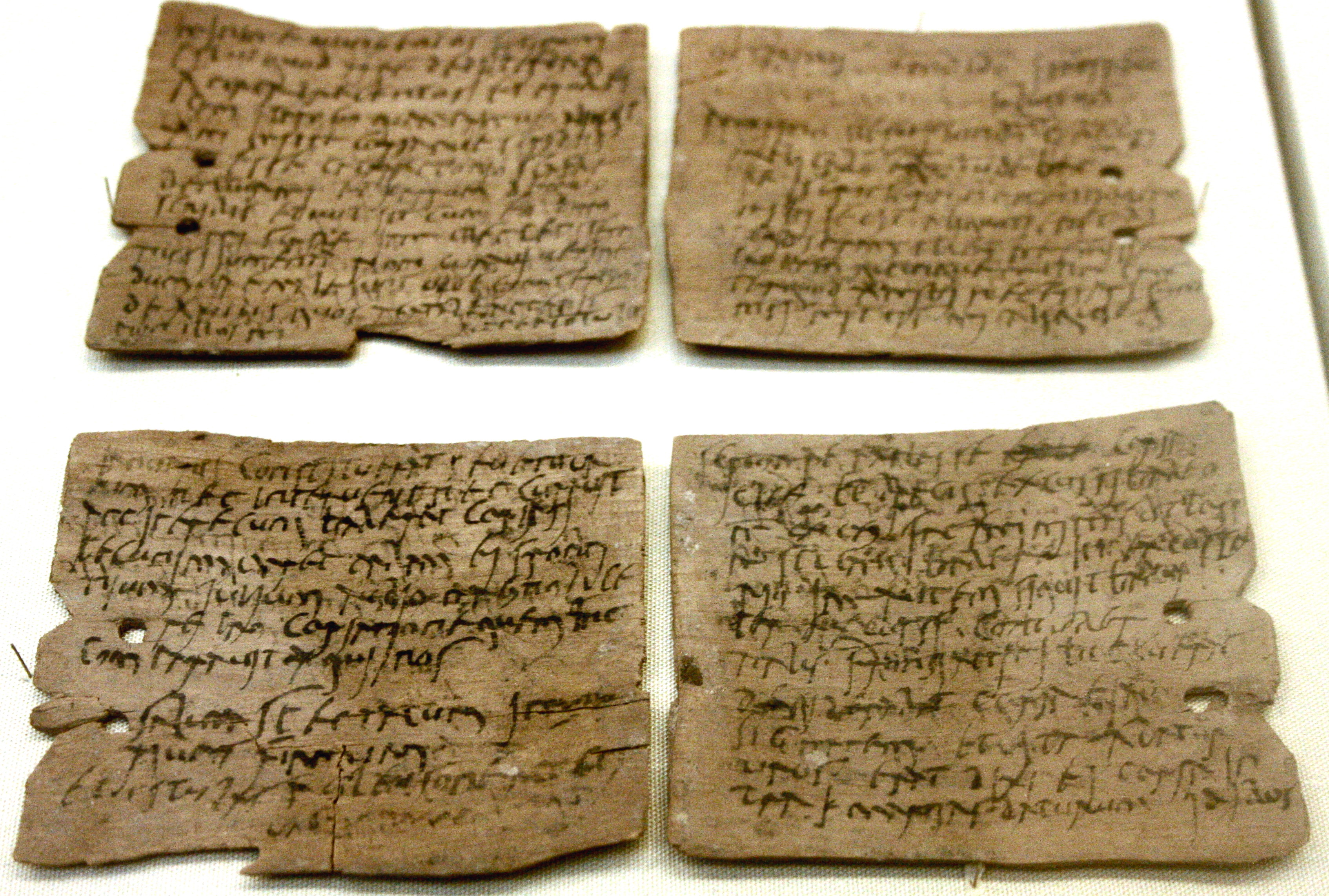
Деревянные таблички из Виндоланды

Символы древнеримских денежных единиц активно использовались не только на монетах, но и в письменных источниках — например, на деревянных табличках I—II веков н. э., которые были найдены в 1973 году при раскопках Виндоланды, римского форта на территории Британии, и являются древнейшей в Великобритании группой исторических документов.
Эти таблички в большинстве случаев представляют собой деревянную заболонь с чернильными записями на латыни (аналог — русские берестяные грамоты) и дают богатый материал для изучения многих сфер повседневной жизни древних римлян, включая денежное обращение. Их основная ценность состоит в том, что они представляют собой образцы прежде всего повседневной деловой и личной переписки, а не официальные документы. Это перечни закупленного продовольствия (местное пиво, выдержанное вино, рыбный соус, сало), расписания нарядов (кто штукатурит стены, кто дежурит в пекарне), прошения об отпуске, рекомендательные письма, благодарность за присланный подарок в виде полусотни устриц, отчёт о местонахождении 752 воинов, масса счетов и расписок в получении продовольствия, одежды и хозяйственной утвари.
В части символов по уже изученному и расшифрованному материалу можно сделать следующие выводы:
- основной весовой единицей выступает либра (в написании libr или librae), в текстах табличек чаще называемая фунтом (в написании pondo или р)[12];
- основными единицами денежного счёта выступают денарии, викториаты, дупондии и ассы[1];
- как правило, денежная единица представлена не полным или сокращенным наименованием, а своим символом (X или X для денария; I или I для асса)[57];
- для указания денежных сумм используются римские цифры, которые расположены после символа соответствующей денежной единицы, а не перед ним[1].

После денежной реформы Аврелиана (римский император в 270—275 годах) чеканка денариев в Риме была прекращена и больше не возобновлялась, однако термин «денарий» ещё долгое время сохранялся в качестве счётной денежной единицы — в частности, общего денария (лат. denarius communis), который возник в результате денежной реформы Диоклетиана (римский император в 284—305 годах). Именно эта денежная единица используется, например, для выражения цен в Эдикте о максимальных ценах.

## Влияние древнеримских символов на современныезнаки валют
Согласно одной из многочисленных версий происхождения символа доллара, знак $ восходит к символу римского сестерция — IIS. При сокращённом написании две буквы-цифры II накладывались на букву S, образуя знак доллара — .
Согласно Энциклопедическому словарю Брокгауза и Эфрона, в Древнем Риме почти идентичный современному символу фунта знак (£) использовался для обозначения семунции. Однако символ фунта происходит от названия древнеримской единицы веса либры (libra), символ семунции — от греческой буквы «сигма» (Σ).

### Использование знака валюты перед номиналом
Сегодня многие знаки валют пишутся перед числовым выражением денежной суммы. Прежде всего это характерно для символов доллара и фунта — соответственно, $7.40 («7 долларов и 40 центов») и £7.40 («7 фунтов и 40 пенсов»). Любопытно, что эта традиция постепенно распространяется и на страны, где письменность традиционно основана на кириллице, например на Украине и в Беларуси. В частности, центральные банки этих государств в своих пресс-релизах, посвящённых утверждению графических символов национальных валют, официально указывают на возможность использования знаков (соответственно ₴ и Br) «как перед, так и после номинала». Традиция же размещения символа денежной единицы перед номиналом восходит к Древнему Риму. Так, типичная форма записи денежных сумм, встречающаяся на табличках из Виндоланды, на примере второй строчки таблички № 182 выглядит следующим образом — XXii, что означает «12 денариев».

### Современные денежные единицы, происходящие от древнеримских

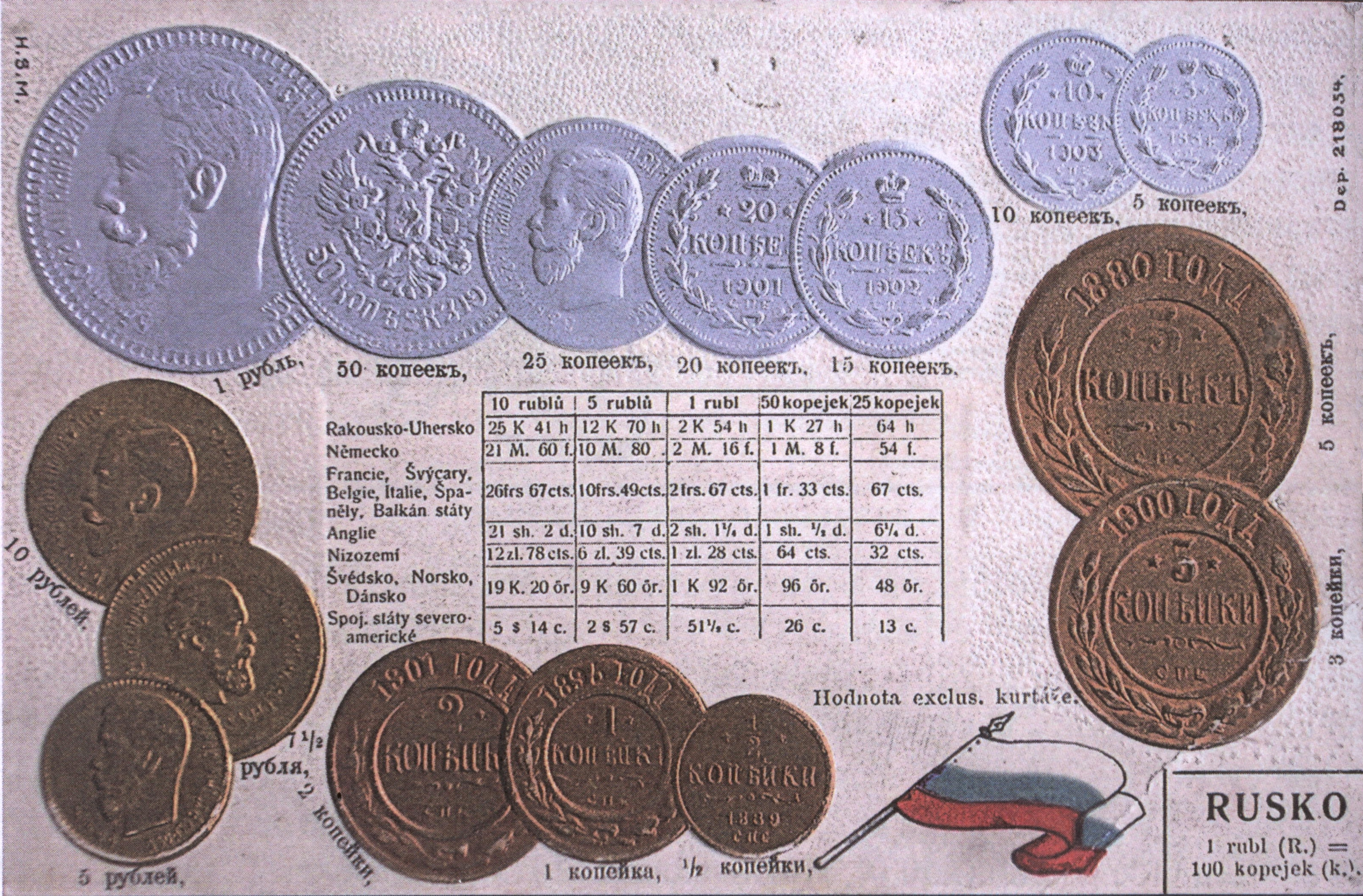
Открытка начала XX века с монетами Российской империи. На ней видны сокращения ряда европейских денежных единиц, в том числе шиллинга (sh.), пенни (d.) и эре (ör.)

Многие денежные и весовые единицы Древнего Рима оказали существенное влияние на формирование денежных систем стран Европы, Азии и Африки. Прежде всего это либра, которая сохранила своё значение в качестве базовой единицы веса в Византии и средневековых государствах Европы, а также солид и денарий, в меньшей степени — нуммия, фолис и ауреус.
Либра дала название французскому ливру, итальянской лире, а также современной турецкой лире.
Чеканка денариев в Риме прекратилась с падением империи в V веке, однако очень быстро появились подражания: пфенниг (нем. Pfennig или Pfenning) в Германии, пенни (англ. penny) в Англии, денье (фр. denier) во Франции, пеняз (пол. pieniądz) в Польше и Литве. Современные денежные единицы, чьи названия происходят от древнеримского денария, — это македонский денар, динары алжирский, бахрейнский, иорданский, иракский, кувейтский, ливийский, сербский и тунисский, а также разменный иранский динар, равный 1⁄100 риала.

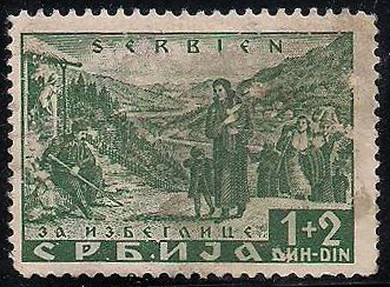
Марка 1941 года с сокращениями сербского динара латиницей (din) и кириллицей (дин)

Хотя солид (лат. solidus — твёрдый, прочный, массивный) считается прежде всего византийской монетой, первый его выпуск был произведён в 309 году н. э. при тогда ещё римском императоре Константине I. Длительное время солиды являлись основной золотой денежной единицей Римской империи, затем Византии, а затем и варварских государств Европы. Во Франции от неё произошло название соль (позже — су), в Италии — сольдо, в Испании — суэльдо. Германизированное название солида — шиллинг. Современные «солиды» — это разменное вьетнамское су (1⁄100 донга), а также шиллинги кенийский, сомалийский, танзанийский и угандийский.
От древнеримских также происходят названия следующих современных разменных денежных единиц:
- лума (1⁄100 армянского драма) — через сирийск. ܠܘܡܐ от названия византийской монеты «нуммия» (лат. nummus или др.-греч. νοῦμμος);
- филсы (1⁄100 дирхама ОАЭ, 1⁄100 йеменского риала, 1⁄1000 бахрейнского, иорданского, иракского и кувейтского динаров), а также пул (1⁄100 афганского афгани) — от лат. follis (мешочек) через название древнеримской монеты фоллис;
- эйре (1⁄100 исландской кроны) и эре (1⁄100 датской, норвежской и шведской крон) — от лат. aurum (золото) через название древнеримской монеты ауреус (лат. aureus).

При этом сегодня для краткого обозначения современных денежных единиц, происходящих от древнеримских, античные символы не используются. В большинстве своём это сокращения современных названий на латинице, кириллице или арабице.

### Система £sd

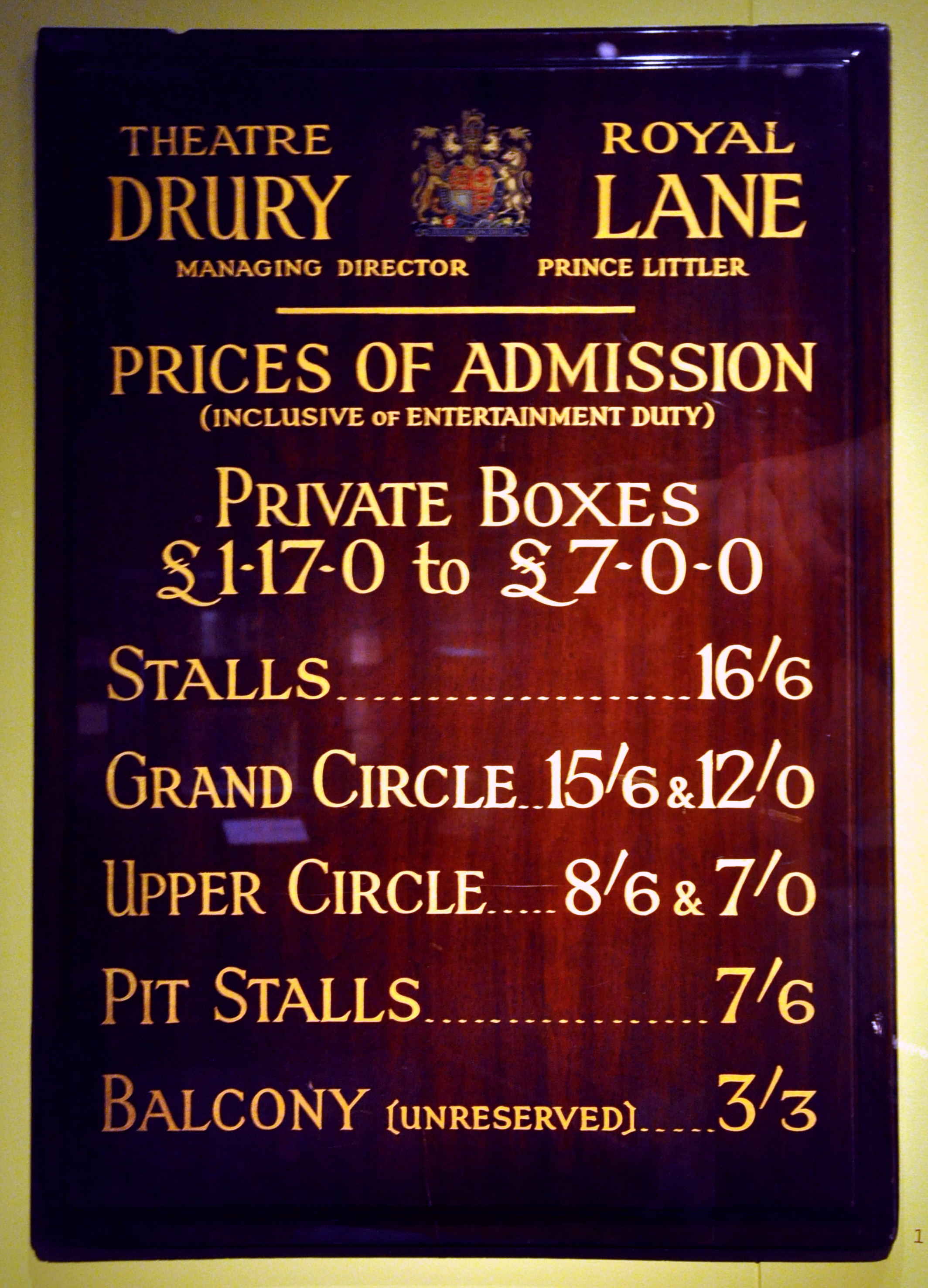
Британский театральный плакат 40-х годов XX века с символом фунта и указанием цен в фунтах, шиллингах и пенсах

Хотя современный символ украинской гривны (₴) практически идентичен символу древнеримской весовой единицы — димидиа (половины) секстулы, он образован от написанной курсивом кириллической строчной буквы «г», а не от архаической (развернутой) латинской s. При этом два горизонтальных штриха гривны, согласно пресс-релизу Национального банка Украины, «воплощают идею стабильности денежной единицы... Подобная идея традиционно используется во многих знаках валют, что и выделяет их среди остальных символов и пиктограмм». Один горизонтальный штрих древнеримской весовой единицы означает деление пополам собственно секстулы.
В 781 году при Карле Великом был принят Каролингский монетный устав. В соответствии с ним вес либры (фунта) был существенно повышен — до примерно 408 граммов. Саму либру приравняли к 20 солидам (шиллингам) или 240 денариям (1 солид = 12 денариев). В нумизматической литературе эта новая весовая норма получила название «Фунт Карла Великого» или «Каролингский фунт». Документов с указанием точного веса каролингского фунта не сохранилось, поэтому его реконструировали на основании взвешивания денариев того периода, что и дало примерный результат в 408 граммов.
Как система мер и весов каролингская система не закрепилась — к началу XX века у фунта существовало не менее 20 разновидностей весовых норм, а вот как денежная система просуществовала в ряде стран до конца XX века. Так, заимствованная у Карла Великого английская, а позже британская денежная система сохранилась почти в неизменном виде вплоть до 1971 года: фунт стерлингов делился на 20 шиллингов и 240 пенсов. Иногда эту систему называют l.s.d., £.s.d. или £sd  — по первым буквам в названии соответствующих древнеримских денежных и весовых единиц: libra (либра), solidus (солид), denarius (денарий), которые в империи Карла Великого и соседних государствах стали фунтом (лирой в Италии, ливром во Франции), шиллингом (сольдо в Италии, солем во Франции, суэльдо в Испании) и денарием (пфеннигом в Германии, пенни в Англии, денье во Франции).
Так, именно первая буква в латинском названии монеты — denarius — стала символом пенни и пфеннига. В Англии и англоязычных странах она писалась обычным шрифтом (d), в Германии — готическим курсивом (₰). После 1971 года (времени введения в Великобритании десятичной системы денежного счисления; 1 фунт стерлингов = 100 пенсам) новый пенни начали обозначать буквой p; пфенниг вышел из обращения в 2002 году после замены немецкой марки на евро. Символ шиллинга — латинская буква S, с которой начинается слово solidus; само слово шиллинг (англ. shilling), как правило, сокращается как sh. Наконец, от первой буквы в слове libra происходят символы лиры и фунта стерлингов, представляющие собой написанную курсивом латинскую букву L с одной или двумя горизонтальными чертами.

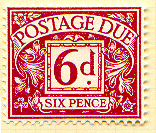
Британская марка в 6 пенсов. Символ пенни — первая буква в слове denarius
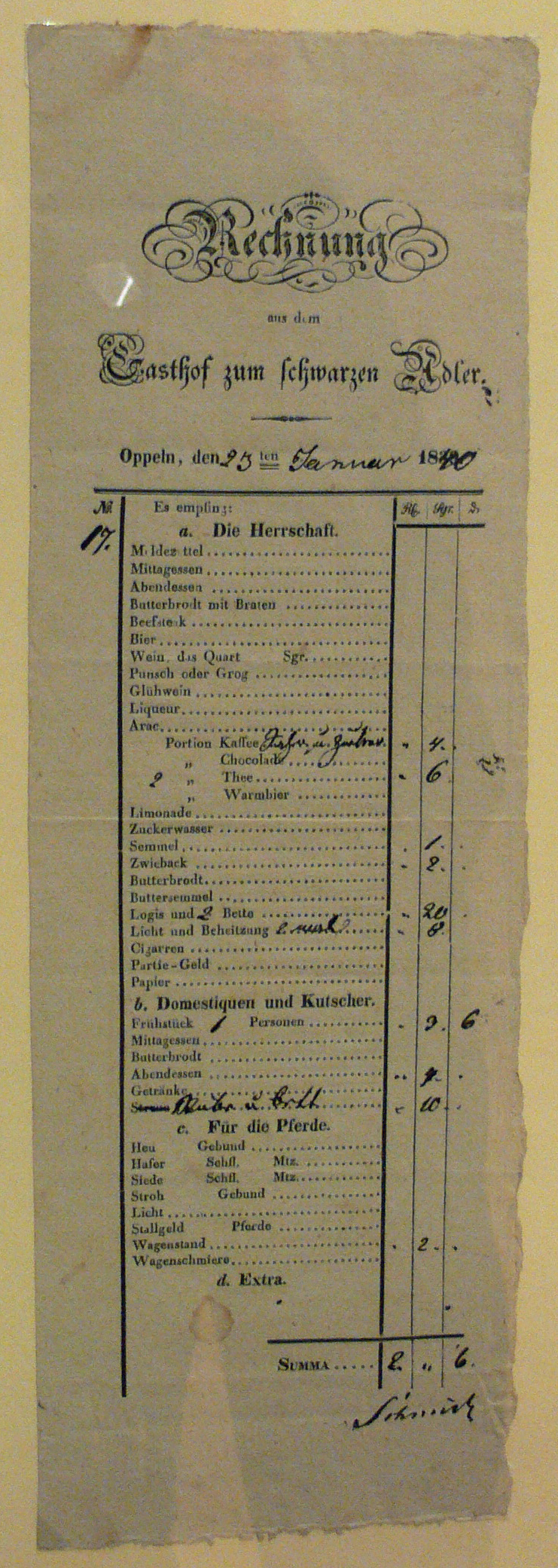
Счёт 1840 года с символом пфеннига — написанная готическим курсивом буква d
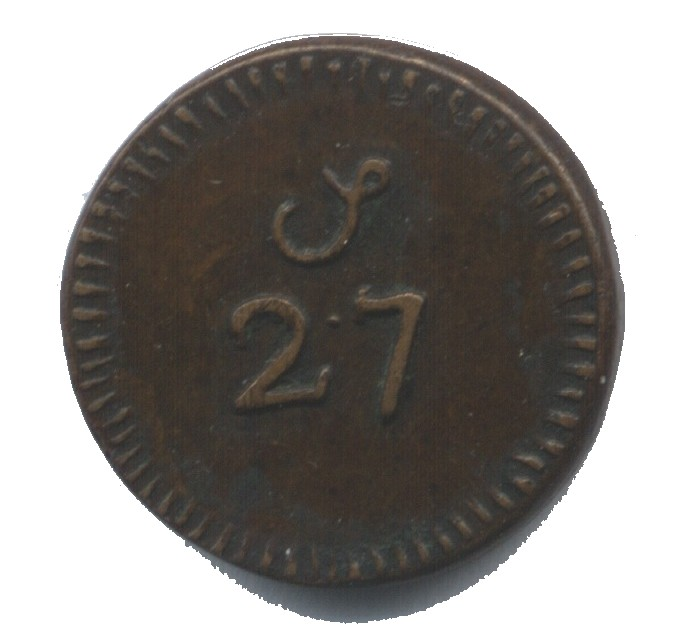
Символ шиллинга — строчная буква s — на мойдоре

## Дополнительные иллюстрации

### Каталоги и коллекции античных монет
- Ahala's photostream on Flickr.com (англ.). Дата обращения: 2 августа 2011. Архивировано 23 января 2012 года.
- Cohen H. Description générale des monnaies de la République romaine, communément appelées médailles consulaires. — Paris, 1857 (фр.).
- Roman Coin Database (англ.). Дата обращения: 29 августа 2010. Архивировано 23 января 2012 года.
- Roman Numismatic Gallery: Roman Coins, Sculpture, Military Equipmen (англ.). Дата обращения: 4 декабря 2020. Архивировано 23 января 2012 года.
- Иллюстрированный словарь нумизмата на сайте Andrey Pyatygin Ancient Coins. Дата обращения: 29 августа 2010. Архивировано из оригинала 10 февраля 2012 года.

### Каталоги символов (в том числе не включённых в статью)
- Friedlein G. Die Zahlzeichen und das elementare Rechnen der Griechen und Römer und des Christlichen Abendlandes. — Erlangen, 1869. (недоступная ссылка); см. раздел Tafel
- Stötzner A. Die Zeichen des Geldes. — Signa. Beiträge zur Signographie #3, 2005.; см. расширенную аннотацию издания Архивная копия от 29 июля 2007 на Wayback Machine

## Указатель денежных и весовых единиц, упомянутых в статье
- Словарь нумизмата. Описание монет., включающий статьи из следующих источников:

- Нумизматический словарь. / Зварич В. В. — 4-е изд. — Львов, 1980.
- Словарь нумизмата: Пер. с нем. / Фенглер Х., Гироу Г., Унгер В. — 2-е изд., перераб. и доп. — М.: Радио и связь, 1993.
- Современный экономический словарь. — 4-е изд., перераб. и доп. — М.: Инфра-М, 2005.

- Асс
- Ауреус
- Викториат
- Гран
- Декуссис
- Денарий
- Денье
- Дупондий
- Итальянская лира
- Каролингский фунт
- Квадранс (терунция)
- Квинарий
- Либра
- Ливр
- Пенни
- Пеняз
- Пфенниг
- Секстанс
- Семисс
- Семунция
- Сестерций
- Силиква
- Скрупул
- Солид
- Соль
- Сольдо
- Су
- Суэльдо
- Триенс
- Трипондий
- Унция
- Фоллис
- Фунт
- Фунт стерлингов
- Шиллинг